# Gemeinderatswahl in St. Pölten 2006
Die Gemeinderatswahl 2006 fand am 8. Oktober 2006 statt und war die 13. reguläre Gemeinderatswahl in St. Pölten nach Kriegsende. Mit starken Gewinnen konnte die Sozialdemokratische Partei Österreichs erneut die meisten Stimmen auf sich vereinen und die absolute Mehrheit verteidigen.

## Ausgangslage
Bei der Wahl vom 7. Oktober 2001 konnte die SPÖ trotz Verluste erneut die meisten Stimmen auf sich vereinen und die absolute Mehrheit verteidigen. Die ÖVP konnte starke Gewinne verzeichnen, ebenso wie die Grünen. Diese konnten die FPÖ, die massive Verluste hinnehmen musste, überholen und erreichten den dritten Platz. Die Liberales-Forum-nahe Liste Otto Schwarz und die KPÖ schafften keinen Einzug in den Gemeinderat.
Kurz nach der Wahl traten Hermann Nonner und die anderen FPÖ-Gemeinderäte aus der Partei aus und gründeten daraufhin die Liste Für St. Pölten. Sie verblieben als freie Mandatare im Gemeinderat, die FPÖ war somit nicht mehr vertreten.
2004 trat Willi Gruber überraschend als Bürgermeister zurück und ernannte Matthias Stadler zu seinem Nachfolger.

### Wahlwerbende Parteien und Wahlverlauf
Bei den Wahlen traten die drei im Gemeinderat vertretenen Parteien, die Freiheitliche Partei Österreichs (FPÖ) sowie die Liste Hermann Nonner (Nonner), die Gerechtigkeit-Partei-Österreich (GPÖ) und die Liste Mehmet Isik (ISIK) an.
Die Sozialdemokratische Partei Österreichs (SPÖ) trat erstmals mit Matthias Stadler als Spitzenkandidat an, die Österreichische Volkspartei (ÖVP) schickte Johannes Sassmann ins Rennen. Spitzenkandidat der FPÖ war Peter Sommerauer, Die Grünen – Die Grüne Alternative (GRÜNE) wurden von Silvia Buschenreiter angeführt. Die Listen Hermann Nonner und Mehmet Isik traten unter ihren Namensgebern an, die GPÖ unter Alfred Altmann.

## Wahlergebnis
Bei der Wahl vom 8. Oktober 2006 gewann die SPÖ stark, konnte erneut die meisten Stimmen auf sich vereinen und die absolute Mehrheit verteidigen. FPÖ und ÖVP mussten Verluste hinnehmen, die Grünen blieben nahezu stabil. Nonner konnte beim ersten Antritt in den Gemeinderat einziehen, was den restlichen Listen und Parteien verwehrt blieb.
|                    | Ergebnisse 2006  | Ergebnisse 2006  | Ergebnisse 2006  | Ergebnisse 2001  | Ergebnisse 2001  | Ergebnisse 2001  | Differenzen      | Differenzen      | Differenzen      |
| ------------------ | ---------------- | ---------------- | ---------------- | ---------------- | ---------------- | ---------------- | ---------------- | ---------------- | ---------------- |
| Stimmen            | %                | Mand.            | Stimmen          | %                | Mand.            | Stimmen          | %                | Mand.            |                  |
| Wahlberechtigte    | 40.997           |                  |                  | 40.683           |                  |                  | + 314            |                  |                  |
| Abgegebene Stimmen | 27.923           | 68,1 %           |                  | 28.373           | 70,6 %           |                  | - 450            | - 2,5 %          |                  |
| ungültige Stimmen  | 307              | 1,1 %            |                  | 518              | 1,8 %            |                  | - 211            | - 0,7 %          |                  |
| gültige Stimmen    | 27.616           | 98,9 %           |                  | 27.855           | 98,2 %           |                  | - 239            | + 0,7 %          |                  |
| Partei             |                  |                  |                  |                  |                  |                  |                  |                  |                  |
| SPÖ                | 16.461           | 59,6 %           | 26               | 15.750           | 56,5 %           | 25               | + 711            | + 3,1 %          | + 1              |
| ÖVP                | 6.688            | 24,2 %           | 10               | 7.171            | 25,7 %           | 11               | - 483            | - 1,5 %          | - 1              |
| Grüne              | 1.990            | 7,2 %            | 3                | 2.094            | 7,5 %            | 3                | - 104            | - 0,3 %          | ± 0              |
| FPÖ                | 1.568            | 5,7 %            | 2                | 2.024            | 7,3 %            | 3                | - 456            | - 1,6 %          | - 1              |
| Nonner             | 666              | 2,4 %            | 1                | nicht kandidiert | nicht kandidiert | nicht kandidiert | nicht kandidiert | nicht kandidiert | nicht kandidiert |
| ISIK               | 134              | 0,5 %            | 0                | nicht kandidiert | nicht kandidiert | nicht kandidiert | nicht kandidiert | nicht kandidiert | nicht kandidiert |
| GPÖ                | 109              | 0,4 %            | 0                | nicht kandidiert | nicht kandidiert | nicht kandidiert | nicht kandidiert | nicht kandidiert | nicht kandidiert |
| LOS                | nicht kandidiert | nicht kandidiert | nicht kandidiert | 585              | 2,1 %            | 0                | nicht kandidiert | nicht kandidiert | nicht kandidiert |
| KPÖ                | nicht kandidiert | nicht kandidiert | nicht kandidiert | 231              | 0,8 %            | 0                | nicht kandidiert | nicht kandidiert | nicht kandidiert |
| Gesamt             | 27.616           | 100,0 %          | 42               | 27.855           | 100,0 %          | 42               | - 239            | ± 0              | ± 0              |

## Auswirkungen
Bei der konstituierenden Gemeinderatssitzung am 30. Oktober 2006 wurde Matthias Stadler erneut zum Bürgermeister gewählt, Vizebürgermeister wurden Susanne Kysela (SPÖ) und Johannes Sassmann (ÖVP).